# Colle del Pionta
Il Colle del Pionta, noto anche come Duomo vecchio, è un sito archeologico italiano ad Arezzo, di epoca antica e medievale, sul luogo in cui si trovava l'antica cattedrale della città; il sito è a sud-ovest del centro città di Arezzo, a un chilometro dalla successiva Cattedrale dei Santi Pietro e Donato. Luogo di storia, fu nell'alto medioevo sede del centro del potere ecclesiastico e civile di Arezzo con i suoi vescovi-conti.

## Storia

### Origini toponomastiche
Il nome “Pionta” ha origini longobarde e deriva dal termine germanico “biunda” che significa “recinto”. Questa parola è il primo nome di riferimento per il colle. Alcuni storici sono concordi nel pensare al “recinto” non come una cinta fortificata di un centro abitato ma bensì come un luogo recintato per terreni coltivati e allevamenti. Probabilmente fu in epoca carolingia, con il consolidamento del potere comitale dei vescovi aretini, che il Pionta si dotò di mura fortificate, anche se non si esclude del tutto la presenza di un recinto murario in epoca precedente per racchiudere la tomba di San Donato, la cattedrale paleocristiana, la sede vescovile e la scuola dei chierici.
Il nome Duomo Vecchio è ascrivibile alla presenza del Tempio di San Donato, primo Duomo di Arezzo che da solo costituiva un punto di riferimento completo per tutta l’area. Dopo il 1203, quando la cattedrale venne trasferita entro le mura della città, si continuò a chiamare Domus la sede di Pionta, ma con l’aggiunta di vetus.
Da ciò si può dedurre che il nome "Pionta" sia stato fin dall’epoca longobarda il nome del colle e che solo in un secondo momento, vista la presenza del Duomo, il nome fu appunto soppiantato e Pionta rimase ad indicare qualche parte dell’area periferica del colle. 
Nel XXI secolo il nome utilizzato per l’area è tornato ad essere “Colle del Pionta” anche se la storia e le origini di questa antica area della città di Arezzo, che fu sede della prima cattedrale, sono molto poco conosciute.

### Contesto geografico
Data la felice posizione geografica, Arezzo è sempre stata fin dai tempi più remoti una città aperta agli scambi commerciali e culturali. Si colloca infatti all’imbocco di quattro vallate: Casentino a nord, Valdarno Superiore ad ovest, Val di Chiana a sud-est e l’alta valle del Tevere ad est. Adiacenti al più diretto ed agevole corridoio tra nord e centro-sud d’Italia, come Firenze, Cortona, Chiusi, Orvieto, l’Autostrada del Sole e la ferrovia dell’alta velocità attraversano il territorio.
Già nel secolo VI secolo a.C., ospitava un primitivo centro urbano prevalentemente agricolo, di origine etrusca. Tale centro era ubicato a cavallo dei Colli di San Pietro e di San Donato. La città etrusca di Arezzo ebbe la sua necropoli principale sulla collina di Poggio del Sole, ma tombe etrusche sono state trovate anche al di là dell’avvallamento dove adesso corre la linea ferroviaria Roma-Milano, su di un’area costeggiata da Viale dei Cittadini e Via Pier della Francesca, quest’area è l’oggetto dei nostri studi: Il Colle del Pionta.
Il Colle di Pionta è morfologicamente ovoidale e si innalza a 274 m.s.l.m.. Il terreno è costituito, almeno in superficie, da tufo: un materiale quanto mai adatto ad ospitare tombe e loculi per sepolture. La distanza tra le fondazioni dell’altomedioevale cattedrale di Santo Stefano e Santa Maria a Pionta e l’attuale cattedrale di Arezzo supera di poco il chilometro.

### Il Colle
Il Pionta vanta origini antichissime, come attestano la presenza di fonti sacre e culti di acque salutari riconducibili ai "culti suburbani" di origine preistorica e documentati da Giovanni Colonna. In seguito allo sviluppo della città', il colle divenne un sepolcreto come documentato dai numerosi reperti archeologici custoditi presso l′oratorio di Santo Stefano al Pionta.
Tuttavia, fu soltanto con il martirio subito nel 304 dal secondo vescovo di Arezzo, San Donato, e con l'inizio del suo culto che il sito conobbe la sua vera fioritura. Sul Colle del Pionta, dopo la pace costantiniana nel 313, viene eretta una cappella oratorio ad opera del successore di Donato, Gelasio, attorno al quale, rapidamente, si sviluppò un importante centro culturale che ha portato il Jean Delumeau, dell'università' di Rennes, a paragonare il Pionta a Tours e a parlarne come uno dei principali luoghi spirituali dell'intero occidente. Il ruolo che esso ebbe è peraltro documentato dalla cronaca dei custodi del complesso sacrale ed dalle numerose visite di grandi personaggi che, per oltre un millennio, si susseguirono in questo luogo, tra gli altri: i due papi Vittore II che vi morì nel 1057 e Gregorio X che vi morì nel 1210 le cui spoglie riposano nell'attuale cattedrale, Pipino il Breve nel 756 e il figlio Carlo Magno nell'800 e 801, Lotario I nell'836, Ugo di Provenza con il figlio Lotario nel 936 e 939, Ottone I nel 970, Ottone II nel 981, Ottone III nel 996.

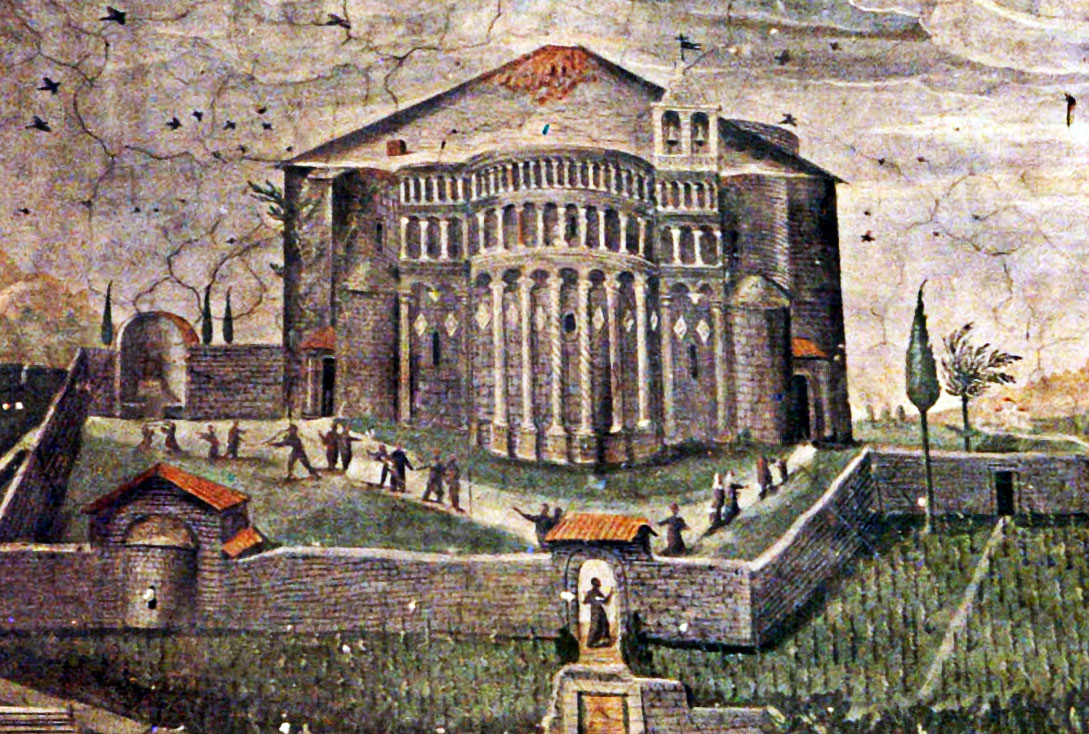
Immagine del tempio di San Donato, XI secolo.

Ciononostante, il livello culturale raggiunto dal sito del Pionta è attestato essenzialmente dalla fervida attività' architettonica il cui rilevamento è tuttora in fase di definizione. Alla primitiva chiesa paleocristiana del IV secolo, area ancora non identificata, si affianca nel 650-840 la cattedrale di Santa Maria e Santo Stefano che, come dimostrano le esplorazioni effettuate, rivela la presenza in loco di longobardi e poi dei franchi, la canonica istituita dal papa Pietro I presso la cattedrale nell'840 (non ancora identificata), la sede vescovile (il vescovo di Arezzo sarà uno dei primi che dopo il mille si fregerà del titolo di conte), ed, infine, il grandioso complesso del Tempio di San Donato, realizzato dal famoso architetto Maginardo ad immagine della Basilica di San Vitale di Ravenna, consacrato nel 1032 e purtroppo ancora non identificato.
Si viene così a costituire una vera cittadella vescovile la cui vitalità culturale conferma, oltre la presenza stesso di Maginardo, di Guido Monaco e dell'archivista Gerardo, lo sviluppo degli studi giuridici, musicali e dell'arte della miniatura, complesso di fattori che costituirono la “scuola della cattedrale”. Questa portò alla nascita della terza Università al mondo dopo Parigi e Bologna dentro le mura della città di Arezzo, tra il 1203 e il 1215. Infatti fu nel 1203 che papa Innocenzo III ordinò il trasferimento della cattedrale, dell'episcopio e della canonica dentro la cinta muraria, e fu nel 1215 che il magister Roffredo Epifano, celebre Giurista proveniente dall'Università di Bologna, venne ad Arezzo per insegnarvi. Così il Colle del Pionta, meta di venerazione e pellegrinaggio per tutto l'occidente cristiano, con il passare del tempo, venne abbandonato, subendo saccheggi e divenendo ricovero di fuorilegge e sbandati. L'ultimo episodio, a determinare il definitivo declino del sito, avvenne in conseguenza della decisione di Piero Strozzi, nemico del granduca Cosimo I, di accamparvisi con le sue truppe il 20 giugno 1554. Tale scelta indusse il granduca alla demolizione dell'intero complesso il 20 ottobre 1561.

### XXI secolo
Dal XVI secolo, dunque, il Colle del Pionta perderà progressivamente l’influenza sulla città di Arezzo fino agli scavi archeologici degli inizi del XX secolo, dimostrazione del rinnovato interesse delle istituzioni e della popolazione più sensibile, alla riscoperta di un luogo denso di storia per la città.
Il Colle del Pionta ospita l’omonimo Parco di 12 ettari, ed è interamente delimitato da percorsi stradali. Da ciascun percorso si può accedere alla visita del colle, sul quale si dislocano diversi scavi archeologici, risalenti principalmente agli anni 60 e '70, periodi in cui si riscoprì il primo centro cristiano ed ecclesiastico della città di Arezzo.
Accedendo all’area del Pionta mediante la più antica strada, via del Duomo Vecchio, si giunge alla cittadella vescovile, al centro degli scavi. Nell’area è presente l’Oratorio di Santo Stefano, il sito archeologico della cattedrale e l’edificio, sede dell’ex Colonia agricola, poi dell’ex Ospedale Neuropsichiatrico, ed infine residenza protetta degli ex ricoverati.
Il panorama che si ammira dal colle di Pionta è vasto e suggestivo. Dalle pendici nord-orientali, dove si trovavano i monumenti principali, si gode una veduta di Arezzo e dal punto più alto del colle lo sguardo spazia sui monti che circondano la conca aretina.
Dagli anni 70 ad occidente del colle ha avuto inizio la costruzione del nuovo ospedale aretino intitolato a San Donato, per questo gli ex edifici a nord, con funzioni sanitarie, sono stati convertiti e trasformati in locali universitari, ricomponendo così il filo conduttore con la storia dell’area dove nel XIII secolo nacque la prima Università di Arezzo.

## Gli scavi archeologici

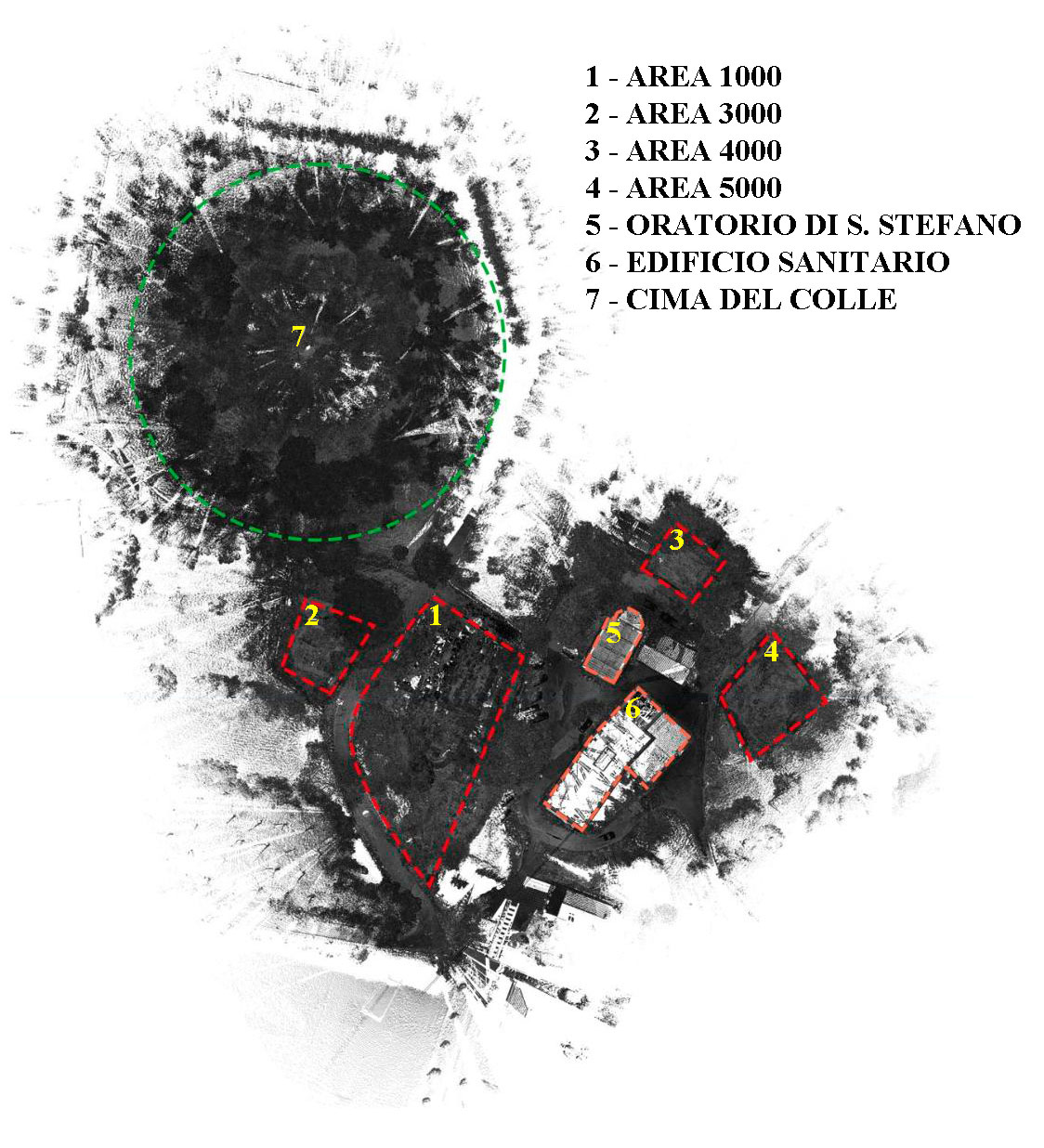
L'area degli scavi sul colle.

L’area 1000, è l’area dove sono collocate le strutture e le tombe emerse nelle indagini archeologiche non sistematiche degli anni 60 e anni 70. Il risultato di questo lavoro è una lettura per molti versi nuova rispetto a quanto edito dalla Melucco Vaccaro nel 1991, con l’individuazione di almeno cinque fasi di utilizzo appartenenti a diversi periodi storici.
L’area 2000 è stata scavata al fine di indagare una zona che doveva collocarsi non molto distante dalla facciata della cattedrale altomedievale. Qui tuttavia l’unica attività antropica di rilievo è risultata essere una cava di arenaria, attivata e presto richiusa probabilmente nei secoli centrali del medioevo.
L’area 3000 è stata aperta a sud dei precedenti scavi, oltre lo stradello che conduce alla via del Duomo vecchio. Le sezioni di terreno dei limiti meridionali dell’area 1000, una volta ripulite, suggerivano infatti una grande complessità di strati e strutture, che dovevano senz’altro proseguire verso sud. Inoltre, l’articolo del De Angelis D’Ossat del 1978 poneva in questa zona alcune strutture, attribuite dallo studioso alle mura difensive della cittadella.
L’area 4000 si trova ad ovest del seicentesco Oratorio di Santo Stefano. Qui la magnetometria segnalava la presenza di una imponente struttura con andamento parzialmente curvilineo. Inoltre, le indagini svolte dall'equipe guidata da M. Armandi, all’interno della cripta del suddetto oratorio, avvertivano delle potenzialità informative che poteva avere quest’area. Infine, da questa zona provenivano alcuni frammenti di arredi liturgici medievali, rinvenuti reimpiegati in un vicino muretto.
L’area 5000 è stata aperta nella zona più settentrionale della collina, dove si trova un esteso prato, al limite del quale è situato un pozzo. Per questo saggio di scavo sono state fondamentali le indicazioni fornite dalla magnetometria e dalla resistività, che segnalavano la presenza di strutture sepolte a poca profondità dal piano di campagna.

### Cartacea
- Alessandra Melucco Vaccaro, Il colle del Pionta. Il contributo archeologico alla storia del primitivo gruppo cattedrale, Arezzo, Provincia di Arezzo, Progetto archeologia, 1991.
- Angelo Tafi, Pionta. Il Vaticano aretino, Cortona, Calosci Editore, 1995, ISBN 978-8877850997.
- Caterina Tristano e Alessandra Molinari (a cura di), Arezzo: Il Pionta, fonti e materiali dall’età classica all’età moderna, progetto: Claudio Santori, Arezzo, Letizia Editore, 2005, ISBN 978-8890183287.
- Vito Piergiovanni (a cura di), Medioevo Notarile, in Atti del Convegno Internazionale di studi. Imperia-Taggia, 30 settembre - 1 ottobre 2005, Fonti e strumenti per la storia del notariato italiano, Busto Arsizio, Giuffrè Editore, 2007, ISBN 9788814134654.

### Digitale
- Complesso sacrale del "Colle di Pionta", su arezzoperlastoria.it, Associazione Culturale Academo. URL consultato l'11 aprile 2022.